# Долна Преспа
Вижте пояснителната страница за други значения на Преспа.
Долна Преспа е историко-географска област в Централните Балкани, около Малкото Преспанско езеро, разделена след Балканската война през 1912 година между Гърция, Албания и Сърбия. Днес сръбската част е в Северна Македония.
Частта от Долна Преспа в Гърция и Северна Македония се нарича Голема Преспа и на нейна територия е разположен гръцкият Дем Преспа, с център село Ръмби (днес Лемос) и южната част от община Ресен в Северна Македония със селата Долно Дупени, Наколец, Брайчино, Любойно, Щърбово, Крани, Сливница, Претор, Курбиново, Асамати, Райца и Грънчари.
Албанската част на областта е Мала Преспа, на чиято територия е разположена Община Пустец.